# Federico Garlanda
Federico Garlanda (Mezzana Mortigliengo, 17 aprile 1857 – Roma, 23 marzo 1913) è stato un politico e glottologo italiano.

## Biografia
Nacque a Mezzana Mortigliengo, nel Biellese, da una famiglia di liberi professionisti originaria di Strona, figlio del geometra Pietro Garlanda, a sua volta figlio e nipote di notai.
Compì gli studi a Mosso Santa Maria e a Biella, continuandoli poi a Torino nel Collegio delle Province. Si iscrisse alla facoltà di medicina nel 1868 e compose poesie giovanili. Da giovane si avvicinò all'ideale mazziniano, tanto da proclamarsi repubblicano. Era anche un ammiratore di Giuseppe Garibaldi e si recò a Milano per assistere all'inaugurazione del monumento di Mentana a cui intervenne Garibaldi. Abbandonò la facoltà di medicina e si iscrisse a quella di lettere. Nonostante l'offerta di una libera docenza all'Università, preferì emigrare in Inghilterra e negli Stati Uniti, in cui studiò anche la lingua inglese.
Tornò in Italia nel 1889 e si stabilì a Roma, dove per lui era stata istituita la cattedra di lingua e letteratura inglese all'Università La Sapienza. Nel 1891 fondò e diresse Minerva, la «Rivista delle riviste», e fu anche editore con la Società editrice laziale, che ebbe un buon successo commerciale. Nel 1895 (XIX Legislatura) fu eletto deputato nel collegio di Cossato, riuscendo a prevalere su Luigi Guelpa. Fu alla Camera per due anni e si segnalò per la legge del "Chinino di Stato" del 4 luglio 1895, con cui lo Stato volle intervenire nella lotta contro la malaria. Nonostante questo successo, nelle successive elezioni fu battuto per lotte personali prima e per la prevalenza del socialismo poi. Questa sua iniziativa gli valse il soprannome di "onorevole del chinino": nel suo collegio l'opposizione socialista si dichiarerà «nemica del chinino», perché Garlanda, democratico monarchico, era ritenuto in qualche modo espressione della borghesia, in un collegio dove molti operai votavano dopo aver frequentato le scuole socialiste che preparavano all'esame di abilitazione al voto da sostenersi davanti al pretore.
Il 22 novembre 1896 le autorità proibirono per motivi di ordine pubblico un contraddittorio pubblico fra Federico Garlanda e Filippo Turati che avrebbe dovuto aver luogo a Strona. Turati venne ugualmente da Milano a Strona, ma il contraddittorio non ci fu e successivamente fu sollevata un'interpellanza alla Camera. Nello stesso 1896 in uno scambio di vedute con Rinaldo Rigola dichiarò di avere a cuore il bene delle classi lavoratrici e di farne l'obiettivo della sua politica, ma di rigettare il socialismo da lui ritenuto un'utopia irrealizzabile, che sarebbe stata dannosa per tutte le classi sociali. Ancora nel 1900 Federico Garlanda scrisse: «Se il socialismo consiste nel difendere i diritti dei lavoratori, nessuno è più socialista di me», ma in realtà aveva in mente una collaborazione tra imprenditori e operai, che fosse di vantaggio agli uni e agli altri.
Federico Garlanda fu sconfitto nelle rocambolesche elezioni del 1897-1898, che a causa di successivi annullamenti si svolsero in ben sei tornate. La vittoria di Celestino Bellia dopo il primo ballottaggio dell'8 marzo 1897 contro Federico Garlanda fu annullata perché non si era dimesso da sindaco di Pettinengo nei tempi prescritti; l'8 agosto le nuove elezioni portarono al ballottaggio Federico Garlanda e Dino Rondani, che vinse al ballottaggio del 15 agosto. L'elezione fu poi annullata perché Rondani non aveva compiuto i 30 anni d'età. Le elezioni del 23 gennaio 1898 videro candidati Federico Garlanda e Corradino Sella; prevalse Sella con una differenza di pochi voti, ma l'elezione fu annullata perché non aveva ricevuto la maggioranza dei voti validi. Nel frattempo Dino Rondani dovette fuggire in Svizzera per evitare la prigione a causa delle sommosse milanesi del maggio del 1898. Nel luglio dello stesso anno si votò per la sesta volta e Corradino Sella prevalse nettamente
su Federico Garlanda.
Nel 1915 gli fu eretto un monumento a Valle Mosso, mentre una via gli è stata dedicata a Torino in zona Barriera di Milano. Fece parte della massoneria.

## Opere
Fra i suoi saggi la monografia su Shakespeare gli valse le lodi di Giosuè Carducci.
- La nuova democrazia americana. Studi e applicazioni, Roma, Società editrice laziale, 1891;
- Del socialismo, Roma, uffici della «Rassegna settimanale», 1897;
- La Filosofia delle Parole, Roma, Società editrice laziale, 1890;
- Guglielmo Shakespeare, il poeta e l'uomo, Roma, Società editrice laziale, 1900 (seconda edizione, 1910-1919);
- La Terza Italia. Lettere di un yankee, Roma, Società editrice laziale, 1905;
- Studi Shakespeariani.